# Ian McLeod
Ian McLeod (Falkirk, Escòcia, 3 d'octubre de 1980) és un ciclista sud-africà que fou professional del 2002 al 2012. Va ser membre dels equips FedGroup ITEC, Bonitas, Française des Jeux i Team MTN. En el seu palmarès destaca el Campionat africà en ruta i el nacional en ruta.

## Palmarès
- 2003
  - 1r al 94.7 Cycle Challenge
- 2004
  - Vencedor d'una etapa al Tour de la Manche
- 2009
  - Campió d'Àfrica en ruta
  - Campió d'Àfrica en contrarellotge per equips (amb Reinardt Janse van Rensburg, Jay Robert Thomson i Christoff van Heerden)

### Resultats a la Volta a Espanya
- 2005. 108è de la classificació general
- 2006. 99è de la classificació general
- 2007. Abandona (10a etapa)

### Resultats al Giro d'Itàlia
- 2007. Abandona (4a etapa)